# 로버트 버클리
로버트 버클리(Robert Buckley, 1981년 5월 2일 ~ )는 미국의 배우이다.

## 출연 작품
- 체서피크 쇼어 시즌 5, 6
- 아이 좀비 시즌 1 (2015) - 메이저 릴리화이트 역
- 666 파크 애비뉴 (2012)
- 레전드 오브 헬스 게이트: 언 아메리칸 컨스피러시 (2011)
- 플러팅 위드 포티 (2008)
- 킬러 무비 (2008)
- 아메리칸 헤이레스 (2007)
- 패션 하우스 (2006, Fashion House)
- 원 트리 힐 (2003)
- 트랜스포머 - 비스트머신 (1999)